# Elaphidion williamsi
Elaphidion williamsi là một loài bọ cánh cứng trong họ Cerambycidae.